# Dean David
Dean David (en hebreo: דין דוד‎; Nehora, 14 de marzo de 1996) es un futbolista israelí que juega en la demarcación de delantero para el Yokohama F. Marinos de la J1 League.

## Selección nacional
Tras jugar en la selección de fútbol sub-19 de Israel y en la sub-21, finalmente el 26 de marzo de 2022 debutó con la selección absoluta en un encuentro amistoso contra Alemania que finalizó con un resultado de 2-0 a favor del combinado alemán tras los goles de Kai Havertz y Timo Werner.

## Clubes
| Club                | País   | Año       | Partidos | Goles |
| ------------------- | ------ | --------- | -------- | ----- |
| F. C. Ashdod        | Israel | 2013-2021 | 195      | 47    |
| Maccabi Haifa F. C. | Israel | 2021-2025 | 192      | 82    |
| Yokohama F. Marinos | Japón  | 2025-     |          |       |

## Palmarés

### Campeonatos nacionales
| Título                 | Club                | País   | Año  |
| ---------------------- | ------------------- | ------ | ---- |
| Liga Leumit            | F. C. Ashdod        | Israel | 2016 |
| Supercopa de Israel    | Maccabi Haifa F. C. | Israel | 2021 |
| Copa Toto              | Maccabi Haifa F. C. | Israel | 2021 |
| Liga Premier de Israel | Maccabi Haifa F. C. | Israel | 2022 |
| Liga Premier de Israel | Maccabi Haifa F. C. | Israel | 2023 |
| Supercopa de Israel    | Maccabi Haifa F. C. | Israel | 2023 |